# 국가교육위원회
국가교육위원회(國家敎育委員會)는 사회적 합의에 기반한 교육비전, 중장기 정책 방향 및 교육제도 개선 등에 관한 국가교육발전계획 수립, 교육정책에 대한 국민의견 수렴·조정 등에 관한 업무를 수행하기 위하여 대통령 소속으로 설치된 행정위원회다.

## 연혁
- 2021년 7월 20일: 「국가교육위원회 설치 및 운영에 관한 법률」 제정
- 2022년 7월 21일: 국가교육위원회 설치.

## 소관 사무
- 국가교육발전계획에 따른 교육비전, 중장기 정책 방향, 학제·교원정책·대학입학정책·학급당 적정 학생 수 등 중장기 교육 제도 및 여건 개선 등에 관한 국가교육발전계획 수립에 관한 사항
- 국가교육과정의 기준과 내용의 고시 등에 관한 사항
- 교육정책에 대한 국민의견 수렴·조정 등에 관한 사항
- 「국가교육위원회 설치 및 운영에 관한 법률」 외에 다른 법률에 따라 국가교육위원회의 소관으로 정한 사항

## 구성
위원회는 21명의 위원으로 구성하며 이 중 3명은 상임위원이 된다. 위원은 교육에 관하여 전문지식과 경험이 풍부하고 소관 업무를 공정하고 독립적으로 수행할 수 있다고 인정되는 사람 중에서 ▲학교 교원으로서 10년 이상 있거나 있었던 사람 ▲교육 또는 그 밖의 관련 분야를 전공한 사람으로서 대학에서 부교수 이상의 직에 있거나 있었던 사람 또는 이에 상당하는 직에 10년 이상 있거나 있었던 사람 ▲교육 또는 교육 관련 분야에 관한 경험이 있는 3급 이상 공무원의 직에 있거나 있었던 사람 ▲교육·문화·언론·고용·산업·복지·과학기술 또는 그 밖의 관련 분야 단체나 기관의 대표자 또는 임직원의 직에 10년 이상 있거나 있었던 사람 ▲학생, 청년, 학부모, 지역 주민 등으로서 교육발전과 관련하여 해당 사회계층을 대변할 수 있는 사람 ▲그 밖에 국가교육발전을 위한 전문성과 지식을 가졌다고 인정되는 사람 중 하나에 해당하는 요건을 갖추어야 한다.
위원은 대통령이 임명 또는 위촉하는데 ▲국회가 추천하는 9명 ▲대통령이 지명하는 5명 ▲교육부 차관 ▲교육감 협의체의 대표자 ▲교원 관련 단체가 추천하는 2명 ▲한국대학교육협의회가 추천하는 1명 및 한국전문대학교육협의회가 추천하는 1명 ▲시·도지사 협의체가 추천하는 1명으로 추천권을 나눈다. 상임위원은 국회가 2명, 대통령이 1명을 추천한다. 위원장은 상임위원 중에서 대통령이 임명하며 위원장을 포함한 상임위원은 정무직으로 한다.
위원의 임기는 3년이며 한 차례 연임이 가능하다. 결원되었을 때에는 결원된 날부터 60일 이내에 새로 임명·위촉하며 임기는 새로 시작한다.

## 운영
회의는 위원장이 필요하다고 인정하거나 재적위원 4분의 1 이상의 요구가 있을 때 위원장이 소집한다. 재적위원 과반수의 출석으로 개의하고 재적위원 과반수의 찬성으로 의결한다.
사회 각계의 의견을 듣기 위해 국민참여위원회를 두며 국민참여위원회는 지역별·연령별·성별·직능별로 균형있게 구성한다. 실무적인 자문이나 심의·의결 사항에 관한 사전 검토를 위해 필요한 경우 전문위원회를 둘 수 있으며 긴급하고 중요한 교육 의제를 심의·의결하기 위해 사전 검토·자문이 필요한 경우 특별위원회를 둘 수 있다.
소관 사무를 처리하기 위해 고위공무원단에 속하는 공무원이 이끄는 사무처를 두고 사무처에는 교육발전총괄과·교육과정정책과·참여지원과를 둔다. 또한 소관 사무의 수행을 지원받기 위해 교육 및 관련 분야의 연구 기관을 교육연구센터로 지정할 수 있다.

## 논란

### 출범 전 논란
국가교육위원회는 문재인 정부 때부터 준비하여 윤석열 정부 때 출범했다. 하지만 대통령이 지명하는 위원 5명과 국회가 추천하는 위원 9명의 윤곽조차 출범 직전까지 나타나지 않는 등 첫 단추부터 제대로 꿰지 못했다. 김용일 한국교육정책연구원 이사장은 교육 정책을 총괄하는 역할을 교육부가 그대로 가진 채 국교위는 정책 자문과 심의만 맡는 등 면피 기구로 활용될 우려가 있다고 내다보기도 했다. 위원장도 인선하지 못해 반쪽 출범조차 불가능했다. 이에 대해 교육부는 "법 시행일이 7월 21일이라는 건 이날부터 위원회를 설치·운영할 수 있다는 의미"라며 이 날 위원회가 출범해야 하는 건 아니라고 해명했다.
뒤늦게 추천된 위원들은 정파성 논란에 휩싸였다. 대통령이 위원장으로 추천한 이배용 전 이화여자대학교 총장은 박근혜 정부 때 역사 교과서 국정화에 참여한 전력이 있으며 국민의힘이 추천한 김태준 전 동덕여자대학교 총장과 더불어민주당이 추천한 정대화 한국장학재단 이사장은 각각 추천받은 당에서 총선에 출마하거나 대표 비서실장을 지내 정치권과 적잖은 관련성을 가지고 있다. 당초 위원 21명 중 14명을 정치권에서 추천하기에 정치 편향성 논란에서 자유롭긴 어려울 것이란 관측도 많았는데 현실이 된 것이다. 배정된 인원과 예산도 각각 31명과 88억 9,100만 원이라서 대통령 직속 행정위원회로서의 역할이 어려울 것이란 우려도 이어졌다.
또한 교원단체 추천이 출범 당일까지도 이루어지지 못했다. 교원단체 추천은 2명인데 조합원 수가 많은 곳이 추천권을 갖도록 규정되어 있다. 한국교원단체총연합회가 조합원 수가 가장 많지만 전국교직원노동조합과 교사노동조합연맹은 어느 쪽이 조합원 수가 더 많은지 가려낼 필요가 있어교육부가 전교조와 교사노조에 조합원 수 자료 제출을 요구했다. 그런데 복수 가입이 가능한 교사노조에 비해 중복 가입이 불가능한 전교조가 불이익을 받을 수 있다고 주장하며 교원 관련 단체 추천 절차 중단 가처분을 신청해 일정이 지연되고 말았다. 전교조는 "교육부가 중복 조합원 산정 기준을 마땅히 마련했어야 하는데 뒷짐만 지고 있다"며 교육부를 비판했고 교총 역시 "회원 수 확인이 합의되지 못할 게 뻔히 예견됐는데 사태가 이 지경이 될 때까지 정부와 추진단은 뭘 했는지 개탄스럽다"고 지적했다. 이에 교육부는 법적 기준이 명확하지 않다며 일단 교원단체 추천 위원 없이 국교위를 출범시키겠다고 했다.